# Чамово (Смоленская область)
Ча́мово — деревня в Смоленской области России, в Дорогобужском районе. Население — 47 жителей (2007 год). Расположена в центральной части области в 21 км к югу от Дорогобужа, в 19 км к северо-востоку от Ельни. Входит в состав Алексинского сельского поселения.

## История
Известно как минимум с 1641 года (как пустошь). В селе была Ильинская церковь. В 1802 году в деревне княгиней Е. В. Долгоруковой была построена каменная церковь и Чамово становится селом. В своё время селом владели Кремневские, Станкевичи, Долгоруковы. В начале XX века в селе была земская школа. В 1904 году в селе было 168 жителей.